# Guilliam du Gardijn
Guilliam du Gardijn (Keulen, 1595/96 – Amsterdam, 1647/57) was een kunstschilder en tekenaar.

## Leven en werk
Du Gardijn schilderde en tekende historische taferelen, landschappen en italianiserende landschappen. Hij hield zich ook bezig met architectuur als genre. Van 1618 tm 1647/57 werkte hij in Amsterdam. Op 18 mei 1618 ging hij in ondertrouw met Jannetgen Ysbrands uit Leiden en op 3 november 1639 met Annetie Vermouw (wed.).
Hij was leraar van Johann Heinrich Roos (Hendrik Roos). In 1647 woonde deze Duitse schilder in zijn atelier. Werk van Du Gardijn is te vinden in:
- Amsterdam, Rijksmuseum.

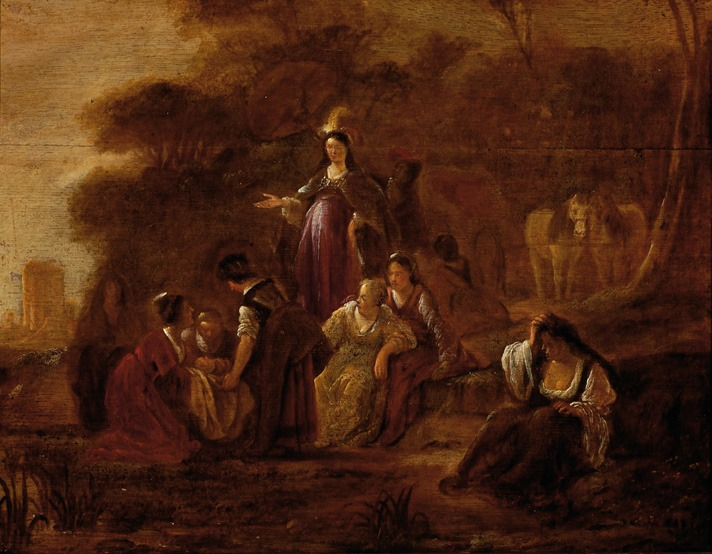
De vinding van Mozes

- Alkmaar, Stedelijk Museum Alkmaar.
- Keulen, Wallraf-Richartz-Museum.

In zijn hier getoonde werk,  De vinding van Mozes, schilderde Du Gardijn figuren in zigeunerkleding. In zijn tijd was er nog geen kunstenaar in Egypte geweest. Men dacht toen dat zigeuners (Eng. Gypsies) uit Egypte kwamen. Zigeuners kende hij wel, vandaar de kledingkeuze. Dit schilderij is een van de eerste schilderijen waarop de Italiaanse parasol voorkomt. De koets komt sedert eind zestiende eeuw voor in de Nederlandse schilderkunst. Du Gardijn schuwde vernieuwing niet.